# 澳大利亚元纸币
澳大利亚元纸币于1966年2月14日由澳大利亚储备银行首次发行，当时澳大利亚改为十进制货币，并用澳元代替澳大利亚镑。 与过去与20先令和240便士等值的澳元相比，这种货币的计算方式更加简便。

## 第一套（纸质）
1澳元（0.5澳大利亚镑）、2澳元（1澳大利亚镑）、10澳元（5澳大利亚镑）和 20澳元（10澳大利亚镑）与澳大利亚镑有准确的汇率，并且颜色与它们所取代的纸币相似，但5澳元（2.5澳大利亚镑) 没有，直到1967年5月公众对十进制货币更加熟悉时才被引入。最初的澳元钞票是由戈登·安德鲁斯 (Gordon Andrews) 设计的，他摒弃了澳大利亚传统的陈词滥调，转而采用有趣且熟悉的主题，例如原住民文化、妇女、环境、建筑和航空。
1966年至1973年间发行的钞票顶端写有“Commonwealth of Australia”。从1974年开始，新钞票的顶端只写“Australia”，法定货币提示语也由“Legal Tender throughout the Commonwealth of Australia and the territories of Australia”修改为“This Australian Note is legal tender throughout Australia and its territories”。
50澳元钞票于1973年推出，100澳元钞票于1984年推出，以应对通货膨胀造成的交易面额增大。1澳元钞票在1984年被1澳元硬币取代，而2澳元钞票在1988年被较小的2澳元硬币取代。以前澳元钞票虽然均已不再印刷，但仍被认定为法定货币。
|                                                                              |  | 1澳元    | 140×70 毫米   | 棕色和橙色             | 英国女王伊丽莎白二世       | 大卫·马兰吉（艺术品） | 1966–1984 |
|                                                                              |  | 2澳元    | 145×72.5 毫米 | 绿色和黄色             | 约翰麦克阿瑟               | 威廉法勒              | 1966–1988 |
|                                                                              |  | 5澳元    | 150×75 毫米   | 淡紫色                 | 约瑟夫·班克斯爵士          | 卡罗琳奇泽姆          | 1967–1992 |
|                                                                              |  | 10 澳元  | 155×77.5 毫米 | 蓝色和橙色             | 弗朗西斯格林威             | 亨利劳森              | 1966–1993 |
|                                                                              |  | 20澳元   | 160×80 毫米   | 红黄（橙背）           | 查尔斯·金斯福德·史密斯爵士 | 劳伦斯·哈格雷夫       | 1966–1994 |
|                                                                              |  | 50 澳元  | 165×82.5 毫米 | 黄色、蓝色、棕色和绿色 | 霍华德弗洛里，男爵弗洛里   | 伊恩·克鲁尼·罗斯爵士  | 1973–1995 |
|                                                                              |  | 100 澳元 | 172×82.5 毫米 | 浅蓝色和灰色           | 道格拉斯·莫森爵士          | 约翰·特巴特           | 1984–1996 |
| 这些图片是以每1像素表示1毫米的比例显示的。对于表格的范本，请参阅纸币参数表。 |  |          |               |                        |                            |                       |           |
| 评论                                                                         |  |          |               |                        |                            |                       |           |

## 10澳元塑料纪念钞
1988年，澳大利亚储备银行发行了10澳元的塑料钞票。聚丙烯塑料钞票由澳大利亚印钞公司制作，以纪念欧洲人在澳大利亚定居二百周年。 这些纸币包含一个透明“窗口”，带有詹姆斯·库克船长的衍射光学可变图案(diffractive optically variable device， DOVD) 图像作为防伪特征。澳大利亚纸币是世界上第一个使用这种特征的纸币。 目前所有的澳大利亚纸币还包含缩微印刷以进一步提高安全性。 
| 10 澳元                                                                      | HMS Supply停泊在悉尼湾 | 澳大利亚原住民文化和民族 | 155×77.5 毫米 |  | 绿色、橙色和黄色 | 库克船长 |  |  | 1988 年 1 月 26 日 |
| 这些图片是以每1像素表示1毫米的比例显示的。对于表格的范本，请参阅纸币参数表。 |                        |                          |               |  |                  |          |  |  |                    |
| 评论                                                                         |                        |                          |               |  |                  |          |  |  |                    |

## 第二套（塑料钞票）
发行第一张塑料钞票最初遇到了困难；10澳元纸币的全息防伪特征存在与纸币本身分离的问题。然而，储备银行看到了发行塑料钞票的潜力，并從1992年的5澳元钞票开始开始使用塑料制成的全新系列。現時，所有澳大利亚纸币都是由塑料制成的。
1995年4月，更新了5澳元纸币的设计以匹配新纸币系列的其余部分，并在1996年进行了额外的细微改动。2001年，生产了一张特别纪念的（澳大利亚）“联邦”5澳元纸币，但在2002年，旧版本的生产再次开始。从2002年开始，所有钞票的设计（除了女王头像的5澳元钞票）都略有变化以在肖像下方加入人物姓名，并调换了钞票上官员签名的顺序。
| 5 澳元（原版）1 |  |  | 英国女王伊丽莎白二世 | 国会大厦，旧国会大厦 | 130 × 65 × 0.1130 | 0.764 | 淡紫红色   | 桉树花   | 不適用 | 1992–1993 | 1992 年 7 月 7 日   |
| 5澳元（颜色修改版本） |  |  | 英国女王伊丽莎白二世 | 国会大厦，旧国会大厦 | 130 × 65 × 0.1256 | 0.783 | 紫色、粉色 | 桉树花   | 不適用 | 1995–2015 | 1995年4月24日       |
| 5澳元（联邦）2 |  |  | 亨利·帕克斯爵士      | 凯瑟琳·海伦·斯彭斯   | 130 × 65 × 0.1259 | 0.815 | 紫色、粉色 | 叶形窗   | “5”    | 2001年    | 2001 年 1 月 1 日   |
| 10 澳元3 |  |  | 班卓·帕特森          | 玛丽·吉尔摩夫人      | 137 × 65 × 0.1294 | 0.841 | 蓝色的     | 风车     | 波浪线 | 1993–2016 | 1993年11月1日       |
| 20澳元 |  |  | 玛丽瑞贝             | 约翰弗林牧师         | 144 × 65 × 0.1332 | 0.900 | 红色/橙色  | 罗盘     | “20”   | 1994–2019 | 1994 年 10 月 31 日 |
| 50 澳元 |  |  | 大卫·乌奈彭          | 伊迪丝考恩           | 151 × 65 × 0.1400 | 0.955 | 黄色       | 南十字星 | “50”   | 1995–2018 | 1995 年 10 月 4 日  |
| 100 澳元 |  |  | 内莉·梅尔巴夫人      | 约翰莫纳什爵士       | 158 × 65 × 0.1408 | 1.006 | 绿色的     | 琴鸟     | “100”  | 1996–2020 | 1996年5月15日       |
| 评论 1. 部分民众难以区分5澳元和10澳元纸币，尤其是在光线不足的情况下。 2. 纪念澳大利亚联邦成立一百周年。它还有亨利·帕克斯 (Henry Parkes) 向议会发表的支持建立联邦的演讲的缩微印刷文本，侧面印有他的脸。 3. 这张纸币的正面摘自班卓·帕特森最著名的诗作《来自雪河的人》(The Man From Snowy River ) 的文字，并与微缩印刷的文字“TEN DOLLARS”交织在一起，背面则印有玛丽·吉尔摩 (Mary Gilmore) 的爱国诗《没有敌人能收集我们的收获》。 4. 每 1000 张纸币的厚度和重量为 +/-5% 5. 压花位于闪亮的透明窗口内。 |  |  |                      |                      |                   |       |            |          |        |           |                     |

## 第三套（塑料）
2015年2月13日，澳大利亚储备银行宣布，在15岁的盲人康纳·麦克劳德 (Connor McLeod) 领导了一场成功的要求新特性的活动之后，下一套澳大利亚钞票将具有触觉特性，以帮助视障人士辨别钞票的面额。这些钞票保留了之前系列设计的关键方面，例如颜色、大小和描绘的人物，以便于识别并最大程度地减少对业务的干扰。
新的5澳元钞票包括触摸功能，于2016年9月1日发行，以与澳大利亚全国战斗日相吻合，随后于2017年9月20日发行了新的10澳元钞票。新的50澳元钞票于2018年10月18日发行，其次是新的20澳元钞票，新100澳元钞票在2020年10月29日发行。尽管自1984年引入100澳元钞票以来已经发生了通货膨胀，澳大利亚储备银行目前没有计划发行面额超过100澳元的第四套纸币。
2019年5月，储备银行确认50澳元纸币背面设计中“responsibility”一词拼写错误，该拼写错误将在未来的印刷中得到纠正。
隨著英女王伊丽莎白二世於2022年9月逝世，澳洲政府在2023年2月宣佈將重新設計5元鈔票。新鈔票並不會以繼任的查理斯三世取代伊丽莎白二世的頭像，而會用原住民元素取代。
| 面额 | 图片 | 图片 | 设计                 | 设计            | 尺寸1 （毫米） | 重量1 （克） | 主色           | 窗口图像       | 压花3    | 印刷时间 | 发布                |
| 面额 | 正面 | 背面 | 正面                 | 背面            | 尺寸1 （毫米） | 重量1 （克） | 主色           | 窗口图像       | 压花3    | 印刷时间 | 发布                |
| --- | ---- | ---- | -------------------- | --------------- | -------------- | ------------ | -------------- | -------------- | -------- | -------- | ------------------- |
| 5澳元 |      |      | 英国女王伊丽莎白二世 | 国会大厦4       | 130×65         | 未知         | 紫罗兰色，紫色 | 从上到下窗口2  | 联邦之星 | 当前     | 2016 年 9 月 1 日   |
| 10 澳元 |      |      | 班卓·帕特森          | 玛丽·吉尔摩夫人 | 137×65         | 未知         | 蓝色的         | 从上到下的窗口 | 笔尖     | 当前     | 2017 年 9 月 20 日  |
| 20澳元 |      |      | 玛丽瑞贝             | 约翰弗林牧师    | 144×65         | 0.82克       | 红色/橙色      | 从上到下的窗口 | 罗盘     | 当前     | 2019 年 10 月 9 日  |
| 50 澳元 |      |      | 大卫·乌奈蓬          | 伊迪丝考恩      | 151×65         | 未知         | 黄色           | 从上到下的窗口 | 书       | 当前     | 2018 年 10 月 18 日 |
| 100 澳元 |      |      | 内莉·梅尔巴夫人      | 约翰莫纳什爵士  | 158×65         | 未知         | 绿色的         | 从上到下的窗口 | 扇子     | 当前     | 2020 年 10 月 29 日 |
| 这些图片是以每1像素表示1毫米的比例显示的。对于表格的范本，请参阅纸币参数表。 |      |      |                      |                 |                |              |                |                |          |          |                     |
| 评论 1. 每 1000 张纸币的厚度和重量为 +/-5% 2. 一个新的透明聚合物窗口，从钞票的顶部到底部都是透明的 3. 压花在小窗口内。 4. 第四套五元纸币背面有两块微缩文字，里面有澳大利亚宪法的节选 |      |      |                      |                 |                |              |                |                |          |          |                     |